# Dounoux
Dounoux és un municipi francès, situat al departament dels Vosges i a la regió del Gran Est. L'any 2007 tenia 790 habitants.

## Demografia

### Població
El 2007 la població de fet de Dounoux era de 790 persones. Hi havia 322 famílies, de les quals 60 eren unipersonals (20 homes vivint sols i 40 dones vivint soles), 131 parelles sense fills, 107 parelles amb fills i 24 famílies monoparentals amb fills.
La població ha evolucionat segons el següent gràfic:
Habitants censats

### Habitatges
El 2007 hi havia 343 habitatges, 323 eren l'habitatge principal de la família, 7 eren segones residències i 13 estaven desocupats. 301 eren cases i 43 eren apartaments. Dels 323 habitatges principals, 270 estaven ocupats pels seus propietaris, 51 estaven llogats i ocupats pels llogaters i 3 estaven cedits a títol gratuït; 1 tenia una cambra, 7 en tenien dues, 31 en tenien tres, 83 en tenien quatre i 201 en tenien cinc o més. 292 habitatges disposaven pel capbaix d'una plaça de pàrquing. A 128 habitatges hi havia un automòbil i a 171 n'hi havia dos o més.

### Piràmide de població
La piràmide de població per edats i sexe el 2009 era:
| Homes | Edats   | Dones |
| ----- | ------- | ----- |
| 0     | 95 o +  | 0     |
| 0     | 90 a 94 | 0     |
| 0     | 85 a 89 | 0     |
| 4     | 80 a 84 | 0     |
| 8     | 75 a 79 | 12    |
| 4     | 70 a 74 | 12    |
| 8     | 65 a 69 | 20    |
| 28    | 60 a 64 | 20    |
| 16    | 55 a 59 | 16    |
| 56    | 50 a 54 | 48    |
| 28    | 45 a 49 | 44    |
| 60    | 40 a 44 | 20    |
| 24    | 35 a 39 | 12    |
| 24    | 30 a 34 | 40    |
| 28    | 25 a 29 | 28    |
| 20    | 20 a 24 | 12    |
| 32    | 15 a 19 | 44    |
| 20    | 10 a 14 | 28    |
| 28    | 5 a 9   | 16    |
| 20    | 0 a 4   | 28    |

## Economia
El 2007 la població en edat de treballar era de 561 persones, 402 eren actives i 159 eren inactives. De les 402 persones actives 379 estaven ocupades (199 homes i 180 dones) i 23 estaven aturades (9 homes i 14 dones). De les 159 persones inactives 68 estaven jubilades, 47 estaven estudiant i 44 estaven classificades com a «altres inactius».

### Ingressos
El 2009 a Dounoux hi havia 322 unitats fiscals que integraven 809,5 persones, la mediana anual d'ingressos fiscals per persona era de 18.960 €.

### Activitats econòmiques
Dels 28 establiments que hi havia el 2007, 1 era d'una empresa alimentària, 1 d'una empresa de fabricació de material elèctric, 2 d'empreses de fabricació d'altres productes industrials, 6 d'empreses de construcció, 6 d'empreses de comerç i reparació d'automòbils, 3 d'empreses de transport, 2 d'empreses d'hostatgeria i restauració, 3 d'empreses immobiliàries, 2 d'empreses de serveis, 1 d'una entitat de l'administració pública i 1 d'una empresa classificada com a «altres activitats de serveis».
Dels 9 establiments de servei als particulars que hi havia el 2009, 1 era un taller de reparació d'automòbils i de material agrícola, 1 paleta, 1 guixaire pintor, 3 electricistes, 1 perruqueria, 1 restaurant i 1 agència immobiliària.
Dels 2 establiments comercials que hi havia el 2009, 1 era una botiga de menys de 120 m² i 1 una botiga d'electrodomèstics.
L'any 2000 a Dounoux hi havia 8 explotacions agrícoles que ocupaven un total de 340 hectàrees.

## Equipaments sanitaris i escolars
El 2009 hi havia una escola elemental.

## Poblacions més properes
El següent diagrama mostra les poblacions més properes.